# Mr. Wonderful (album)
Mr. Wonderful je druhé studiové album britské rockové skupiny Fleetwood Mac. Jeho nahrávání probíhalo v dubnu 1968 ve studiu CBS v Londýně. Producentem alba byl Mike Vernon a vyšlo v srpnu 1968 u vydavatelství Blue Horizon Records. V roce 1999 vyšlo album jako součást box setu The Complete Blue Horizon Sessions 1967-1969.

## Seznam skladeb
| Pořadí | Název                    | Autor                        | Délka |
| ------ | ------------------------ | ---------------------------- | ----- |
| 1.     | Stop Messin' Round       | Clifford Adams, Peter Green  | 2:22  |
| 2.     | I've Lost My Baby        | Jeremy Spencer               | 4:18  |
| 3.     | Rollin' Man              | Adams, Green                 | 2:54  |
| 4.     | Dust My Broom            | Elmore James, Robert Johnson | 2:54  |
| 5.     | Love That Burns          | Adams, Green                 | 5:04  |
| 6.     | Doctor Brown             | J. T. Brown, W. Glasco       | 3:48  |
| 7.     | Need Your Love Tonight   | Spencer                      | 3:29  |
| 8.     | If You Be My Baby        | Adams, Green                 | 3:54  |
| 9.     | Evenin' Boogie           | Spencer                      | 2:42  |
| 10.    | Lazy Poker Blues         | Adams, Green                 | 2:37  |
| 11.    | Coming Home              | James                        | 2:41  |
| 12.    | Trying So Hard to Forget | Adams, Green                 | 4:47  |

## Obsazení
Fleetwood Mac
- Peter Green – zpěv, kytara, harmonika
- Jeremy Spencer – zpěv, slide guitar
- John McVie – basová kytara
- Mick Fleetwood – bicí

Ostatní hudebníci
- Christine Perfect – klávesy, klavír, zpěv
- Duster Bennett – harmonika
- Steve Gregory – altsaxofon
- Dave Howard – altsaxofon
- Johnny Almond – tenorsaxofon
- Roland Vaughan – tenorsaxofon